# Морог
Моро́г (фр. Morogues) — коммуна во Франции, находится в регионе Центр. Департамент — Шер. Входит в состав кантона Экс-д’Анжийон. Округ коммуны — Бурж.
Код INSEE коммуны — 18156.
Коммуна расположена приблизительно в 185 км к югу от Парижа, в 90 км юго-восточнее Орлеана, в 24 км к северо-востоку от Буржа.

## Население
Население коммуны на 2008 год составляло 465 человек.
| 1962 | 1968 | 1975 | 1982 | 1990 | 1999 | 2008 |
| ---- | ---- | ---- | ---- | ---- | ---- | ---- |
| 422  | 492  | 397  | 376  | 456  | 424  | 465  |

## Администрация
| Период | Период | Фамилия      | Партия                              | Примечания |
| ------ | ------ | ------------ | ----------------------------------- | ---------- |
| 1957   | 1977   | Эрнест Пель  |                                     |            |
| 1977   | 1989   | Анри Пель    |                                     |            |
| 1989   | 1995   | Эрик Пель    |                                     |            |
| 1995   | 2001   | Ивет Вилен   |                                     |            |
| 2001   | 2008   | Люк Дюма     | Французская коммунистическая партия |            |
| 2008   | 2014   | Жерар Клавье | Разные левые                        |            |

## Экономика
Основу экономики составляют виноградарство, а также лесное и сельское хозяйство.
В 2007 году среди 307 человек в трудоспособном возрасте (15-64 лет) 223 были экономически активными, 84 — неактивными (показатель активности — 72,6 %, в 1999 году было 66,3 %). Из 223 активных работали 203 человека (113 мужчин и 90 женщин), безработных было 20 (9 мужчин и 11 женщин). Среди 84 неактивных 23 человека были учениками или студентами, 36 — пенсионерами, 25 были неактивными по другим причинам.

## Достопримечательности
- Церковь Сен-Симфорьен (XIII—XIV век). Исторический памятник с 1926 года[3]
- Замок Мопа[фр.] (XVIII век). Исторический памятник с 1992 года[4]
- Мастерские и гончарные печи в деревне Ла-Борн, часть из которых расположена в коммуне Анришмон. Исторический памятник с 1996 года[5]